# Partido Comunista de España
Die Kommunistische Partei Spaniens (spanisch Partido Comunista de España, PCE) ist eine politische Partei in Spanien.
Sie ist die stärkste Kraft im Linksbündnis Izquierda Unida (IU, Vereinigte Linke). Traditionell, aber in abnehmendem Maße, ist sie mit der größten Gewerkschaft Spaniens, den (CC.OO.), eng verbunden.

## Geschichte

### Entstehung und erste Jahre

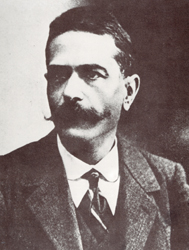
Antonio García Quejido (1856–1927), erster Generalsekretär der PCE von 1921 bis 1925

Zu Beginn der 1920er Jahre entstanden in Spanien die ersten kommunistischen Parteien, darunter auch die Partido Comunista Español („Spanische kommunistische Partei“), welche sich am 15. April 1920 konstituierte und aus der Federación de Juventudes Socialistas (Jugendorganisation der PSOE) hervorgegangen war. Gleichzeitig hatten einige linke Anhänger der sozialistischen PSOE, die man als tercerista bezeichnete, versucht, ihre Partei zum Beitritt zur Kommunistischen Internationale zu bewegen. Als dieser Versuch misslang und die Führung der PSOE sich stattdessen der Internationalen Arbeitsgemeinschaft Sozialistischer Parteien anschloss, gründeten die enttäuschten tercerista am 13. April 1921 die Partido Comunista Obrero Español (dt. „Spanische Kommunistische Arbeiterpartei“).
Die zwei jungen kommunistischen Parteien arbeiteten eng zusammen und schlossen sich schließlich am 14. November 1921 zur Partido Comunista de España (PCE) zusammen. Die neue Partei veranstaltete ihren ersten Parteitag im März 1922 in Sevilla und wurde bald darauf Mitglied der Kommunistischen Internationale. Erster Generalsekretär der PCE wurde Antonio García Quejido (1856–1927).
In den ersten Jahren ihres Bestehens war die PCE ständigen Repressionen durch die Militärdiktatur des Generals Miguel Primo de Riveras (1923 bis 1930) ausgesetzt. Aber auch innerparteilich kam es zu Konflikten über die künftige Ausrichtung. Ende der 1920er Jahre setzte sich dabei eine pro-sowjetische Ausrichtung durch, welche die Politik der Partei nachhaltig bestimmte. Eine erste größere Krise entstand um 1930. Im Jahre 1924 hatte sich die kommunistische Federació Comunista Catalano-Balear (FCCB, dt. „Katalanisch-Balearische Kommunistische Föderation“) der PCE angeschlossen und daraufhin die kommunistischen Interessen in Katalonien und auf den Balearischen Inseln vertreten. Doch die FCCB spaltete sich 1930 wieder ab. Sie schloss sich der Internationalen Vereinigung der Kommunistischen Opposition (IVKO) an und bildete später den Bloque Obrero y Campesino („Arbeiter- und Bauernblock“). Bei Ausrufung der Zweiten Spanischen Republik im Jahre 1931 befand sich die PCE in einem desolaten Zustand. Es dauerte deshalb bis zum 3. Dezember 1933, als mit Cayetano Bolívar Escribano zum ersten Mal ein Mitglied der PCE in das spanische Parlament gewählt wurde. Cayetano Bolívar befand sich zu diesem Zeitpunkt in Haft und musste entlassen werden, um sein Mandat ausüben zu können.
Nach den Wahlen von 1933 führte Ministerpräsident Alejandro Lerroux eine Mitte-rechts-Koalition, gegen die es bereits im Oktober 1934 zu verschiedenen Aufständen linker Gruppen kam. Auch Vertreter der PCE beteiligten sich an der größten Erhebung in Asturien, wo sich eine „Arbeiterallianz“ aus Eisenbahnern und Bergarbeitern der sozialistischen Gewerkschaft UGT zusammen mit der syndikalistischen Gewerkschaft FSL formiert hatte. Regierungstruppen unter General Francisco Franco schlugen den Aufstand jedoch nieder, wobei mehr als 3.000 Menschen umkamen. Die PCE schloss sich für die Wahlen am 16. Februar 1936 mit den anderen linksgerichteten Parteien nach französischem Vorbild zur „Volksfront“ (Frente Popular) zusammen. Diese errang dann auch die Parlamentsmehrheit. In der instabilen Situation nach dem knappen Wahlsieg kam es im Juli 1936 schließlich zum Ausbruch des Spanischen Bürgerkrieges (1936–1939). Zu diesem Zeitpunkt war die PCE noch eine kleine Partei mit wenigen Mitgliedern.

### Zeit des Bürgerkriegs
Erst durch die Einflussnahme der Sowjetunion im Spanischen Bürgerkrieg wuchs die Zahl der PCE-Parteimitglieder innerhalb eines Jahres von etwa 30.000 auf rund 200.000. Der PCE traten vornehmlich Spanier bei, die der Sozialen Revolution feindlich gesinnt waren. Sie gewann vor allem Mitglieder in der Mittelschicht und im Kleinbürgertum, die befürchten mussten, ihre Privilegien zu verlieren.
Die PCE stand in andauernder Konkurrenz mit der POUM (Partido Obrero de Unificación Marxista, „Arbeiterpartei der Marxistischen Einheit“), welche dem sowjetischen Modell und der Volksfront kritisch gegenüberstand. Die PCE ging deshalb mit sowjetischer Unterstützung gegen die POUM vor. Der POUM wurde auf Druck der Sowjetunion die Mitgliedschaft in der Verteidigungsjunta von Madrid verweigert. Am 17. Dezember 1936 wurde in Katalonien unter Führung der kommunistischen PCE-Schwesterpartei PSUC (Partit Socialista Unificat de Catalunya – ‚Vereinigte Sozialistische Partei Kataloniens‘) und mit sowjetischer Hilfe ein neuer Generalstab ernannt, um die POUM-Vertreter aus der militärischen Führung zu drängen. Zwischen Januar und April 1937 wurden in Madrid das Militärhospital und der Rundfunksender des POUM beschlagnahmt, die Milizzeitung des POUM verboten und ihre Rote Hilfe geschlossen.
Die Entwicklung erreichte mit den so genannten „Maiereignissen“ vom 3. bis 8. Mai 1937 in Barcelona ihren Höhepunkt. Wenige Tage darauf beteiligte sich die PCE am Sturz des Ministerpräsidenten Francisco Largo Caballero (1869–1946), der sich geweigert hatte, massiv gegen die POUM vorzugehen. Sein Nachfolger Juan Negrín (1891–1956), selbst ein Anhänger des gemäßigten, „rechten“ Flügels der Sozialistischen  Partei, stand den Kommunisten näher und unterstützte die PCE. Am 16. und 17. Juni wurde die Führung der POUM verhaftet. Ihre Anführer, wie Andreu Nin (1892–1937) und andere politische Oppositionelle, wurden in Folterkellern, so genannten „Checas“, verhört und ermordet. Zwischen dem 11. und 22. Oktober 1938 wurde in Barcelona ein Schauprozess gegen die übrige Führung der POUM (Gorkin, Arquer, Andrade und Gironella und zwei weitere Personen) durchgeführt, der mit der Verhängung langer Gefängnisstrafen endete.

### Widerstand und Reorganisation
Nach der Niederlage der Republikaner im April 1939 wurde die PCE unter der Franco-Diktatur verfolgt. Während der ersten Jahre des Regimes organisierte die Partei in einigen Teilen des Landes den bewaffneten Widerstand. Ein großer Teil der PCE-Mitglieder ging ins Exil. Während sich einige in die Sowjetunion absetzten, um dort während des Zweiten Weltkrieges als Freiwillige in der Roten Armee zu kämpfen, gingen andere nach Frankreich. Dort bauten sie die Parteiorganisation erneut auf. Ab dem Beginn der 1960er Jahre organisierte die PCE von dort aus betriebsgewerkschaftliche Arbeiterkommissionen (CC.OO.), welche neben der Studentenbewegung und der katholischen Arbeiterpriesterbewegung den Hauptwiderstand gegen das Franco-Regime bildeten. Unter dem Generalsekretär Santiago Carrillo änderte die PCE zwischen 1960 und 1982 ihre Ausrichtung. Sie distanzierte sich vom sowjetischen Modell wandte sich nun dem Eurokommunismus zu. So widersprach der Parteikongress 1978 dem von der Kommunistischen Partei der Sowjetunion (KPdSU) verkündeten Anspruch, dass der Leninismus „der Marxismus unseres Zeitalters“ sei. Während der Phase der Transición ab 1975 machte sie Zugeständnisse, indem sie etwa der Einführung einer konstitutionellen Monarchie zustimmte. Die Partei erklärte sich bereit, in einem Mehrparteiensystem und einer parlamentarischen Demokratie für die Verwirklichung ihrer Ziele zu kämpfen. Am 9. April 1977 wurde die Partei offiziell wieder legalisiert. Nur wenige Wochen später hatte sie erneut ca. 200.000 registrierte Mitglieder.

### Wandel und Demokratisierung
Für seine Konzessionen wurde Carrillo von „orthodoxen“ Kommunisten kritisiert. Schon 1973 trennte sich deshalb ein Flügel unter dem legendären Kommandanten aus dem Bürgerkrieg Enrique Líster von der PCE und formierte sich zu einer neuen Partei unter dem Namen Partido Comunista Obrero Español (PCOE, „Kommunistische Arbeiterpartei Spaniens“). Eine andere Abspaltung entstand 1977 mit der Partido Comunista de los Trabajadores (ebenfalls „Kommunistische Arbeiterpartei“). Bei den ersten Wahlen, an denen die PCE 1977 teilnahm, erreichte sie 10 % der Stimmen. Nach einem ähnlichen Erfolg im Jahre 1979 brachen die Wahlergebnisse 1982 ein. In der Folge wurde Carrillo als Generalsekretär entmachtet und drei Jahre später sogar aus der Partei ausgeschlossen.
Starke Kräfte in der PSUC, der katalanischen Schwesterpartei der PCE, blieben auch nach 1982 bei ihrem eurokommunistischen Kurs und entfremdeten sich zunehmend von der spanischen Zentrale. Von der PSUC spaltete sich deshalb die Partit Comunista de Catalunya („Kommunistische Partei Kataloniens“, PCC) ab, die sich dem Bündnis Iniciativa per Catalunya („Initiative für Katalonien“) anschloss, das seinerseits mit den katalanischen Grünen (Els Verds) eine Allianz unter dem Namen ICV (Iniciativa per Catalunya-Verds) eingegangen ist. Nur ca. 43 % der früheren PSUC-Mitglieder blieben in der jetzt PSUC viu („Lebendige PSUC“) genannten Partei, die weiterhin als katalanischer Zweig der PCE fungiert. PSUC viu spielt die führende Rolle in dem eigenständigen katalanischen Ableger der Izquierda Unida, der Esquerra Unida i Alternativa (EUiA). Allgemeinen Wahlen stellen sich ICV und EUiA bisher gewöhnlich mit einer gemeinsamen Liste unter dem Namen ICV-EUiA.

## Organisation

### Jugendorganisation
Die Jugendorganisation der PCE ist die Unión de Juventudes Comunistas de España („Vereinigung der kommunistischen Jugendverbände Spaniens“).

### Medien
Die Partei veröffentlicht monatlich die Zeitschrift Mundo Obrero („Arbeiterwelt“).

### Sonstiges
Im Zuge der Flutkatastrophe in Spanien 2024 will der regionale Ableger der Partei in Valencia, die Partit Comunista del País Valencià (PCPV), nach eigenen Angaben „Freiwilligenbrigaden“ aus Mitgliedern zur eigenständigen Bewältigung von Notrufen und Katastrophenschäden aufgestellt haben.

### Parteitage
| Bezeichnung     | Datum                     |
| --------------- | ------------------------- |
| I. Parteitag    | 14. – 20. März 1922       |
| II. Parteitag   | Juli 1923                 |
| III. Parteitag  | August 1929               |
| IV. Parteitag   | 17. – 19. März 1932       |
| V. Parteitag    | 1. – 5. November 1954     |
| VI. Parteitag   | 28. – 31. Januar 1960     |
| VII. Parteitag  | August 1965               |
| VIII. Parteitag | Oktober 1972              |
| IX. Parteitag   | 19. – 22. April 1978      |
| X. Parteitag    | 28. Juli – 1. August 1981 |
| XI. Parteitag   | Dezember 1983             |

| Datum            | Bezeichnung             |
| ---------------- | ----------------------- |
| XII. Parteitag   | 19. – 21. Februar 1988  |
| XIII. Parteitag  | 19. – 21. Dezember 1991 |
| XIV. Parteitag   | Dezember 1995           |
| XV. Parteitag    | Dezember 1998           |
| XVI. Parteitag   | März 2002               |
| XVII. Parteitag  | 24. – 26. Juni 2005     |
| XVIII. Parteitag | 6. – 8. November 2009   |
| XIX. Parteitag   | 15. – 17. November 2013 |
| XX. Parteitag    | Dezember 2017           |
| XXI. Parteitag   | 8. – 10. Juli 2022      |

### Generalsekretäre des ZK
| Zeitraum  | Name                    |
| --------- | ----------------------- |
| 1921–1925 | Antonio García Quejido  |
| 1925–1932 | José Bullejos           |
| 1932–1942 | José Díaz               |
| 1942–1960 | Dolores Ibárruri        |
| 1960–1982 | Santiago Carrillo       |
| 1982–1988 | Gerardo Iglesias        |
| 1988–1998 | Julio Anguita           |
| 1998–2009 | Francisco Frutos        |
| 2009–2018 | José Luis Centella      |
| 2018–     | Enrique Santiago Romero |